# Événements d'Arnedo
 (octobre 2024).
Si vous disposez d'ouvrages ou d'articles de référence ou si vous connaissez des sites web de qualité traitant du thème abordé ici, merci de compléter l'article en donnant les références utiles à sa vérifiabilité et en les liant à la section « Notes et références ».
Pour les articles homonymes, voir Arnedo (homonymie).
Les événements d'Arnedo (en espagnol sucesos de Arnedo) sont une insurrection survenue dans la localité d'Arnedo, dans la province de La Rioja (en Espagne), entre 1931 et 1932 à la suite de licenciements dans une fabrique de chaussures et qui se soldèrent par la mort de onze civils, tués par balle par des membres de la Garde civile.

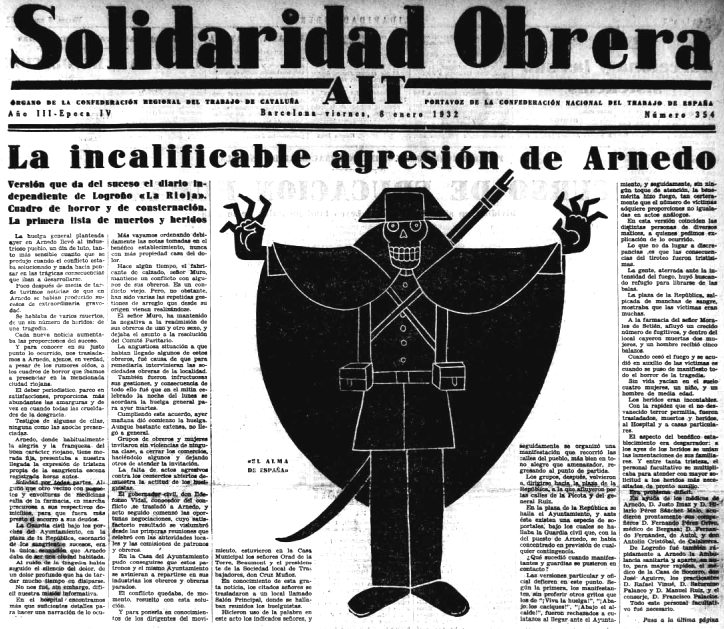
La une du journal anarchiste Solidaridad Obrera du 8 janvier 1932 est consacrée aux évènements.

## Déroulement
En 1931 et 1932, les ouvriers d'Arnedo menèrent une grève, appuyée par le syndicat socialiste UGT, en réponse à des licenciements d'employés d'une fabrique de chaussures motivés par des raisons politiques. La grève se conclut par un accord et une réunion d'ouvriers sur la place de Nuestra Señora de Vico, le 5 janvier 1932.
Diverses manifestations publiques, au cours desquelles intervinrent des orateurs du PSOE (dont José Orad de la Torre), se tinrent dans la localité. Selon les dépositions des gardes civils et des industriels, celles-ci contribuèrent à une radicalisation des manifestants, les incitant à poursuivre la grève jusqu'à l'obtention d'un accord. Selon les ouvriers par contre, il s'agissait d'une réunion pacifique pour célébrer la fin de la grève, jusqu'à l'arrivée des forces de l'ordre sur les lieux de la réunion, avec l'intention de les disperser, ordre qui avait été donné de façon peu justifiée par un officier de second ordre et non par le supérieur habilité pour ce faire.
À l'origine de l'éclatement des incidents se trouve la tentative d'un ouvrier de défendre sa fille de 15 ans, qui avait été frappée par  un garde. L'un de ces derniers étant tombé au sol, les autres ouvrirent le feu contre la foule à au moins trois reprises, jusqu'à l'arrivée du supérieur qui, sortant de la mairie où il se trouvait, donna l'ordre de cesser le feu.
Un rapport de médecin affirmait qu'un caporal de la garde souffrait d'une blessure sur une cheville, provoquée par un projectile de calibre 9. Le projectile et la cartouche ne furent pas mentionnés dans l'enquête et il s'avéra impossible de déterminer à quel moment avait été provoquée la blessure (avant ou après les tirs des gardes). Les coups de feu commencèrent au moment où les travailleurs, les entrepreneurs et les autorités parvenaient à un accord, dans un bâtiment situé à proximité de la place.
Selon certains historiens[Qui ?], les événements furent l'un des divers soulèvements armés fomentés par les forces de gauche pour lancer une révolution socialiste. Ces affirmations manquent toutefois de fondement, comme le montre le fait qu'il n'y eut qu'un garde blessé et qu'il s'était avéré impossible de déterminer l'origine de la blessure, qui aurait également pu être celle de l'arme d'un autre garde. Parmi les civils, onze personnes furent tuées, dont des hommes des femmes et des enfants, et trente blessées,.